# Каменная бумага
Каменная бумага (англ. stone paper, rock paper, paper from waste marble, mineral paper, rich mineral paper) —  бумагообразный материал, изготавливаемый из  карбоната кальция и  полиэтилена низкого давления HDPE. Используется как альтернатива  бумаге для изготовления листовок, плакатов, книг, журналов, пакетов, упаковок, обоев, этикеток, тарелок, подносов, контейнеров и множества других продуктов.

## История
Впервые процесс создания каменной бумаги был разработан в конце 90-х компанией Taiwan Lung Meng Technology Co. Запатентована в более чем 40 странах торговыми марками Rockstock, Terraskin, ViaStone, Kampier, EmanaGreen и другими.

## Свойства
Каменная бумага — прочный, водонепроницаемый, устойчивый к разрывам материал. Не требует воды, кислот, отбеливания и древесины для изготовления, поэтому может уменьшить вырубку лесов. Каменная бумага пригодна для переработки и утилизации. Не разлагается микроорганизмами, однако в природе быстро раскладывается на базовые компоненты. На 80% состоит из карбоната кальция — одного из наиболее распространенных веществ на планете — и на 20% из полиэтилена низкого давления.